# Eleições parlamentares europeias de 1979 (Reino Unido)
As eleições parlamentares europeias de 1979 no Reino Unido foram realizadas a 7 de junho para eleger os 81 assentos do país para o Parlamento Europeu.

## Resultados Nacionais
| Partido                 | Partido                                | Votos      | %               | Deputados |
| ----------------------- | -------------------------------------- | ---------- | --------------- | --------- |
|                         | Partido Conservador                    | 6 508 493  | 48,40 / 100,00  | 60 / 81   |
|                         | Partido Trabalhista                    | 4 235 207  | 31,63 / 100,00  | 17 / 81   |
|                         | Partido Liberal                        | 1 691 531  | 12,58 / 100,00  | 0 / 81    |
|                         | Partido Nacional Escocês               | 247 836    | 1,84 / 100,00   | 1 / 81    |
|                         | Partido Democrático Unionista          | 170 688    | 1,27 / 100,00   | 1 / 81    |
|                         | Partido Social Democrata e Trabalhista | 140 622    | 1,05 / 100,00   | 1 / 81    |
|                         | Partido Unionista do Ulster            | 125 169    | 0,93 / 100,00   | 1 / 81    |
|                         | Outros                                 | 308 545    | 2,27 / 100,00   | 0 / 81    |
| Total                   | Total                                  | 13 446 091 | 100,00 / 100,00 | 81 / 81   |
| Eleitorado/Participação | Eleitorado/Participação                | 41 559 460 | 32,35 / 100,00  |           |